# Мустафино
 Тази статия е за селото в Северна Македония.  За селото в Русия вижте Мустафино (Русия).  
Мустафино или Муставино (на македонска литературна норма: Мустафино) e село в североизточната част на Северна Македония, част от община Свети Никола.

## География
Селото е разположено на 8 километра югоизточноо от общинския център град Свети Никола.

## История
В началото на XX век Мустафино е смесено село в Щипска каза на Османската империя. През 1900 година според статистиката на Васил Кънчов („Македония. Етнография и статистика“) село Муставино брои 130 жители българи християни, 145 турци и 65 цигани.
Всички християнски жители на селото са под върховенството на Българската екзархия. Според статистиката на секретаря на Българската екзархия Димитър Мишев („La Macédoine et sa Population Chrétienne“) в 1905 година християнското население на Муставино (Moustavino) се състои от 80 българи екзархисти.
След Междусъюзническата война в 1913 година селото попада в Сърбия.
На етническата си карта от 1927 година Леонард Шулце Йена показва Мустафино (Mustafino) като турско село.
В 1994 година селото има 564, а в 2002 година – 517 жители.

## Личности
Родени в Мустафино
- Герасим Янев (1879 - ?), български революционер, войвода на ВМОРО и ВМРО